# Vondelingennaam
Een vondelingennaam is een achternaam die aan een vondeling wordt gegeven.

## Nederland
De naam is dikwijls gebaseerd op de locatie of het moment waar het kind is gevonden. Zo verwijst de achternaam Groen naar de vindlocatie het Lamgroen in Den Haag. Ook religieus getinte benamingen als Bisschops, Kerkdeur of Pastoor waren gebruikelijk, aangezien veel vondelingen werden achtergelaten bij geestelijken.
Een vondelingennaam kan ook heel letterlijk zijn: Gevonden of Vondeling.

## Italië
In Italië werden typische vondelingennamen gegeven door de ambtenaren die de kinderen moesten inschrijven in de bevolkingsregisters. Het ging om namen als Esposito (blootgesteld), Innocenti (onschuldig) of Salvati (gered). Ook werd vaak de naam van de stad of plaats waar het kind was gevonden als achternaam gegeven.
familienaam · voornaam · antroponymie